# 가케소바

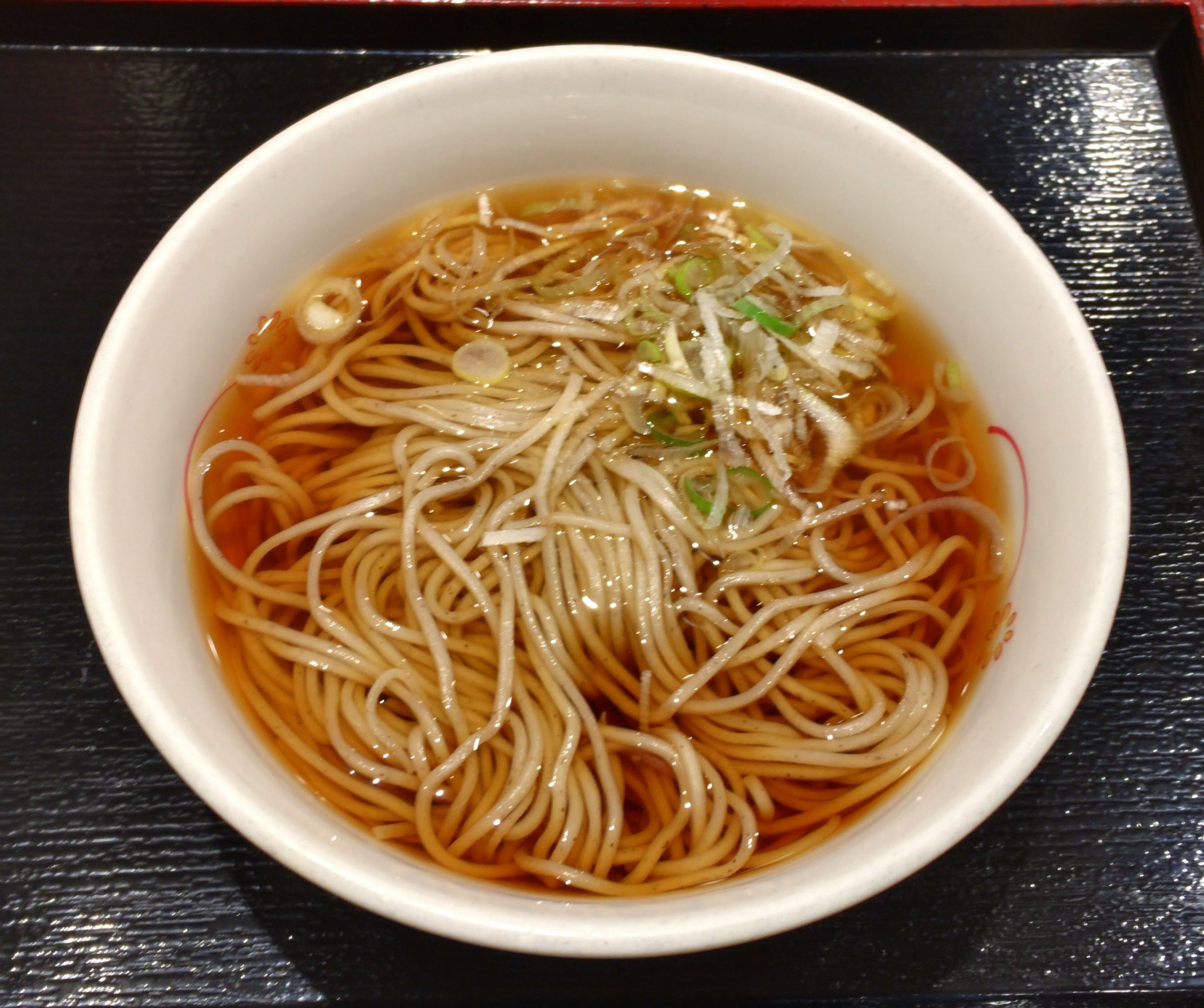
가케소바

가케소바(일본어: かけそば)는 소바를 그릇에 넣고 뜨거운 국물을 넣는 일본의 국수 요리다. 원래는 붓카케소바(일본어: ぶっかけそば)라고 불리었다. 현대에서는 차가운 국물을 사용한 국수를 붓카케소바라고 부르며 구별하는 경우가 있다.